# Arthur Hunnicutt
Pour les articles homonymes, voir Hunnicutt.
Arthur Hunnicutt est un acteur américain, né à Gravelly (en) (Arkansas) le 17 février 1910, mort d'un cancer à Woodland Hills (Los Angeles, Californie) le 26 septembre 1979.

## Biographie
Au cinéma, il joue de 1942 à 1975, notamment dans de nombreux westerns, un de ses rôles les plus connus étant celui de Zeb Calloway dans La Captive aux yeux clairs (1952).
Pour la télévision, il participe à des téléfilms et séries  entre 1956 et 1975. Mentionnons un épisode de La Quatrième Dimension en 1962 (La Chasse au paradis - saison 3, épisode 19) et quatre épisodes de Bonanza entre 1959 et 1969.
Au théâtre, il se produit à Broadway dans huit pièces, de 1940 à 1946.
Il est parfois crédité "Arthur 'Arkansas' Hunnicutt".

## Filmographie sélective

### Cinéma
- 1942 : Wildcat (en) de Frank McDonald
- 1942 : Riding through Nevada (en) de William Berke
- 1942 : La Reine de l'argent (Silver Queen) de Lloyd Bacon
- 1942 : Fall In (en) de Kurt Neumann
- 1942 : Pardon My Gun de William Berke
- 1943 : The Fighting Buckaroo de William Berke
- 1943 : Law of the northwest (en) de William Berke
- 1943 : Frontier fury (en) de William Berke
- 1943 : Robin hood of the range (en) de William Berke
- 1943 : Johnny le vagabond (Johnny Come Lately) de William K. Howard
- 1943 : Hail to the Rangers (en) de William Berke
- 1943 : The Chance of a Lifetime (en) de William Castle
- 1944 : Riding West (en) de William Berke
- 1944 : Abroad with Two Yanks d'Allan Dwan
- 1945 : Un héritage sur les bras (Murder, He Says) de George Marshall
- 1949 : Incident de frontière (Border Incident) d'Anthony Mann
- 1949 : L'Héritage de la chair (Pinky) d'Elia Kazan et John Ford
- 1949 : Le Démon de l'or (Lust for Gold) de S. Sylvan Simon
- 1950 : Stars in My Crown de Jacques Tourneur
- 1950 : Le Petit Train du Far West ( A Ticket to Tomahawk) de Richard Sale
- 1950 : La Flèche brisée (Broken Arrow) de Delmer Daves
- 1950 : Les Furies (The Furies) d'Anthony Mann
- 1950 : Les Rebelles de Fort Thorn (Two flags west) de Robert Wise
- 1951 : Sugarfoot d'Edwin L. Marin

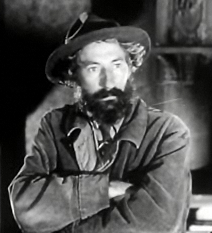
dans Même les assassins tremblent (1953)

- 1951 : La Caravane des évadés (Passage West), de Lewis R. Foster
- 1951 : La Charge victorieuse (The Red Badge of Courage) de John Huston
- 1951 : Les Aventures du capitaine Wyatt (Distant Drums) de Raoul Walsh
- 1952 : La Captive aux yeux clairs (The Big Sky) d'Howard Hawks
- 1952 : Les Indomptables (The Lusty Men) de Nicholas Ray et Robert Parrish
- 1953 : Même les assassins tremblent (Split Second) de Dick Powell
- 1953 : La Nuit sauvage (Devil's Canyon) de Alfred Werker : Abby Nixon
- 1954 : French Line (The French Line) de Lloyd Bacon
- 1954 : Belle mais dangereuse (She Couldn't Say No) de Lloyd Bacon
- 1955 : Quand le clairon sonnera (The Last Command) de Frank Lloyd
- 1956 : The Kettles in the Ozarks de Charles Lamont
- 1957 : L'Homme de l'Arizona (The Tall T) de Budd Boetticher
- 1963 : Le Cardinal (The Cardinal) d'Otto Preminger
- 1964 : A Tiger Walks de Norman Tokar
- 1965 : Cat Ballou d'Elliot Silverstein
- 1966 : El Dorado d'Howard Hawks
- 1967 : L'Honorable Griffin (The Adventures of Bullwhip Griffin) de James Neilson
- 1971 : Quand siffle la dernière balle (Shoot out) d'Henry Hathaway
- 1972 : La Poursuite sauvage (The Revengers) de Daniel Mann
- 1974 : Harry et Tonto (Harry and Tonto) de Paul Mazursky
- 1974 : Du sang dans la poussière (The Spikes Gang) de Richard Fleischer
- 1975 : Moonrunners de Gy Waldron (en)
- 1975 : Le Faucon blanc (Winterhawk) de Charles B. Pierce (en)

### Télévision
- 1959-1969 : Bonanza, (série télévisée, 4 épisodes)
- 1960 : L'Homme à la carabine (The Rifleman), (série télévisée, 1 épisode)
- 1960 : The Andy Griffith Show, (série télévisée, 1 épisode)
- 1961-1971 : Mes trois fils (My Three Sons), (série télévisée, 2 épisodes)
- 1962 : La Quatrième Dimension (The Twilight Zone), (série télévisée, 1 épisode)
- 1963 : Perry Mason, (série télévisée, 2 épisodes)
- 1964 : Lassie, (série télévisée, 2 épisodes)
- 1964 : Au-delà du réel, (série télévisée, 1 épisode)
- 1965 : Kilroy (téléfilm)
- 1965 : La Grande Caravane (Wagon Train), (série télévisée, 1 épisode)
- 1967 : Les Mystères de l'Ouest (The Wild Wild West), (série TV) - Saison 2 épisode 24, La Nuit du Fantôme du Colonel (The Night of the Colonel's Ghost), de Charles Rondeau : Doc Gavin
- 1969 : Le Virginien (TV) saison 8 épisode 07 (A love to remember) : Pete Porcupine
- 1970 : Le Virginien (TV) saison 9 épisode 08 (Lady at the bar) : J.D. Drover
- 1970 : Auto-patrouille (Adam-12), (série télévisée, 1 épisode)
- 1971 : Gunsmoke, (série télévisée, 1 épisode)

## Théâtre (piècesà Broadway)
- 1940 : Love's Old Sweet Song de William Saroyan (+ musique additionnelle de Paul Bowles), avec Lloyd Gough, Howard Freeman, Walter Huston, Jessie Royce Landis
- 1940 : The Time of your Life (en) de William Saroyan (également co-metteur en scène), avec William Bendix, Celeste Holm, Gene Kelly (également chorégraphe)
- 1944 : Lower North de Martin Bidwell
- 1944 : Dark Hammock de Mary Orr et Reginald Denham
- 1945 : Too hot for Maneuvers de Les White et Bud Pearson
- 1945 : Beggars are coming to Town de Theodore Reeves, avec Luther Adler, Paul Kelly, E. G. Marshall, Harold Young
- 1946 : Apple of his Eye de Kenyon Nicholson et Charles Robinson, avec Walter Huston, Tom Ewell
- 1946 : Mr. Peebles and Mr. Hooker d'Edward J. Paramore Jr., d'après Charles Gwens, mise en scène par Martin Ritt, avec Rhys Williams